# 西沢吉治
西沢 吉治（にしざわ きちじ、1872年 - 1933年）は、日本の実業家。明治時代に東沙諸島の無人島がどこにも所属していないことを知り、「西沢島」と名付けて占有し事業を展開した。

## 略歴
鯖江藩の蔵役を務めた為治の二男として鯖江町（現福井県鯖江市）に生まれた。貧困のため９歳で家族とともに上京したが、早くに父を亡くし、農商務省地質調査所の初代所長・和田維四郎に預けられ、同調査所の給仕をしながら夜学に通った。神戸で西沢商会を起こし、海外の鉱物採集に励んだ。
伊豆諸島の開発に従事したが、1892年頃に結核を患い、八丈島で療養生活を送り、1894年の日清戦争勃発から近衛師団の酒保商人として中国大陸に渡り、さらに台湾へと従軍した。
1895年に戦争が終わると日本の領有となった台湾の基隆で西澤商店を開いて浅野セメントの台湾代理店業を始めた。1907年頃には西澤汽船を設立し、日本郵船や商船三井を相手にダンピングで対抗するなど、有力な実業家となっていた。水谷新六から東沙諸島のリン鉱石の話を聞き、1907年8月12日、105名の労働者を連れて島に乗り込み、日章旗を掲げ、西沢島と命名した。内務省には日本領台湾への編入を願い出た。
1905年、香港と台湾の間にある無人島（東沙島、プラタス島）がどこの国にも属さず誰の所有地でもないと知って、これを自分の島とすることに決め「西沢島」と命名、リン鉱石・硫黄・真珠・海藻を採取するなど一大事業を展開した。南大東島を開拓した玉置半右衛門にならって、貨幣の発行、「西沢島憲章」10か条の制定、インフラストラクチャー整備などをおこなった。鉄道も敷かれ、島内で使う私製紙幣も発行し、数百人の労働者が暮らす島となった。
中国漁船が島から追い払われたことを契機に1909年に清朝政府は日本政府に対し島の返還を要求、大陸での反日感情の高まりに配慮した明治政府はそれを了承し、西沢は事業を中国側に売却する形となった。西沢は島に50万円を投資していたが、売却金はわずか10万円であり、西沢には負債だけが残った。
第一次世界大戦では、ドイツ領アンガウル島でのリン鉱石採掘を軍に命じられた。
著書に『裏面より見たる西伯利事情 : 附・革命露国の政情』（自家出版 1922年）、北上梅石著・西沢吉治編『猶太禍』（内外書房 1924年）がある。
西沢は帰国後もさまざまな事業を試みるも成果が出ず、家族のもとに帰らないまま伊豆の寒村で無一文で亡くなった。

## 家族
- 父・西沢為次 ‐ 鯖江藩士。同藩最期の藩主・間部詮道の家扶。[3]
- 長男・西沢基一（1900-） ‐ 経済学者。基一・隆二兄弟の名の由来となった基隆生まれ[4]。東京帝国大学経済学部卒。大日本麦酒、大阪経済研究所を経て大阪商科大学助教授となったが、弟の隆二が思想犯として刑が確定したことから自主退職し、台湾の高雄州知事内海忠司の誘いで1936年に渡台し、同州の商工奨励館長・高雄商工会議所理事に就任、のちに台北に移り、南方商会参事などを務めた[5]。帰国後法政大学日本統計研究所常任理事のほか、桃山学院大学、大阪市立大学などで教えた。岳父に福島四郎。[6][7][8]
- 二男は詩人で政治活動家の西沢隆二。[9][10]
- 三男・松丸志摩三 ‐ 農業指導者
- 孫・松丸耕作（1934-2012） ‐ 放送作家。早稲田大学で演劇を学び、NHK入局、「週刊ブックレビュー」など多くの番組を手掛け、引退後に祖父の伝記執筆の準備をしていたが未完成のまま癌により亡くなった。[1]